# Valentina Izumi Cocco
Valentina Izumi Cocco (Roma, 20 marzo 1982) è un'attrice italiana.

## Biografia
Sorella del concorrente e vincitore del Grande Fratello 11 Andrea Hirai Cocco, il nome Izumi è il suo nome giapponese, essendo la madre, Mikiko, di nazionalità giapponese, mentre Cocco è il cognome anagrafico, dovuto al padre, Massimo, di origine sarda.
Studia recitazione alla International Acting School Rome per tre annate, e nel 2006 esordisce al cinema con il film horror La notte del mio primo amore. Nello stesso anno continua gli studi trasferendosi a Londra al Drama Centre London, presso la Saint Martin's School of Art, per un'annata.
Ancora a Londra, grazie alla sua agente viene scelta come protagonista di Questa notte è ancora nostra (2008), che gira a Roma accanto a Nicolas Vaporidis; in seguito ha un ruolo in Giallo (2009), diretto da Dario Argento. Successivamente giunge al Festival di Venezia col cortometraggio La città nel cielo (2009), per la regia di Giacomo Cimini.
Si fidanza col collega attore Giulio Pampiglione.
Nel 2012 è impegnata nel ruolo di Ramona Wallis nella webserie Stuck - The Chronicles of David Rea, completamente girata in inglese e visibile su YouTube.
Nello stesso anno si impiega da commessa presso la boutique di scarpe Casadei. Dal 2014 fa la guida gastronomica, mentre a ottobre 2016 si trasferisce a Los Angeles, a lavorare da maître presso il ristorante italiano Il Pastaio. Non tralascia però la recitazione, ottenendo qualche ruolo nel cinema indipendente. Da maggio 2019 è la manager dell'asilo per cani Stardogs Clubhouse.

## Filmografia

### Cinema

#### Cortometraggi
- La città nel cielo, regia di Giacomo Cimini (2009)
- Memories, regia di Vincenzo Alfieri (2014)

#### Lungometraggi
- La notte del mio primo amore, regia di Alessandro Pambianco (2006)
- Questa notte è ancora nostra, regia di Paolo Genovese e Luca Miniero (2008)
- Giallo, regia di Dario Argento (2009)
- Stealing Elvis, regia di Ed Edwards (2010)
- Niente può fermarci, regia di Luigi Cecinelli (2013)
- e-bola, regia di Christian Marazziti (2015)
- Putting all the eggs in one basket, regia di System (2016)
- Grace and Grit, regia di Sebastian Siegel (2021)

### Webserie
- Stuck - The Chronicles of David Rea episodio 1, regia di Ivan Silvestrini (2011)
- Forse sono io, regia di Vincenzo Alfieri (2013)